# 66e Primetime Emmy Awards
De 66e Primetime Emmy Awards, waarbij prijzen werden uitgereikt in verschillende categorieën voor de beste televisieprogramma's die in primetime op de Amerikaanse zenders werden uitgezonden tussen 1 juni 2013 en 31 mei 2014, vond plaats op 25 augustus 2014 in het Nokia Theatre in Los Angeles. De plechtigheid werd gepresenteerd door Seth Meyers.
De genomineerden werden bekendgemaakt op 10 juli door Mindy Kaling en Carson Daly.
Breaking Bad was de grote winnaar van de avond, met vijf overwinningen, waaronder de tweede Primetime Emmy Award voor beste dramaserie voor het tweede deel van het vijfde seizoen. Modern Family won voor de vijfde keer op rij een Primetime Emmy Award voor beste komedieserie, en kwam daarmee op gelijke hoogte met Frasier als de serie met de meeste opeenvolgende overwinningen in deze categorie. Andere grote winnaars van de avond waren Sherlock: His Last Vow (drie overwinningen), American Horror Story: Coven en Fargo (twee overwinningen elk).

## Winnaars en genomineerden
De winnaars staan bovenaan in vet lettertype. Vermeld zijn de categorieën die werden uitgereikt tijdens de televisie-uitzending.

### Programma's
| Dramaserie (Outstanding Drama Series) | Komedieserie (Outstanding Comedy Series)                                                                              |
| --- | --- |
| - Breaking Bad - Downton Abbey - Game of Thrones - House of Cards - Mad Men - True Detective                                                                           | - Modern Family - The Big Bang Theory - Louie - Orange Is the New Black - Silicon Valley - Veep                       |
| Miniserie (Outstanding Miniseries) | Televisiefilm (Outstanding Television Movie)                                                                          |
| - Fargo - American Horror Story: Coven - Bonnie & Clyde - Luther - Treme - The White Queen                                                                             | - The Normal Heart - Killing Kennedy - Muhammad Ali's Greatest Fight - Sherlock: His Last Vow - The Trip to Bountiful |
| Variétéshow (Outstanding Variety Series) | Reality competitieprogramma (Outstanding Reality-Competition Program)                                                 |
| - The Colbert Report - The Daily Show with Jon Stewart - Jimmy Kimmel Live! - Real Time with Bill Maher - Saturday Night Live - The Tonight Show Starring Jimmy Fallon | - The Amazing Race - Dancing with the Stars - Project Runway - So You Think You Can Dance - Top Chef - The Voice      |

### Acteurs

#### Hoofdrollen
| Mannelijke hoofdrol in een dramaserie (Outstanding Lead Actor in a Drama Series) | Vrouwelijke hoofdrol in een dramaserie (Outstanding Lead Actress in a Drama Series) |
| --- | --- |
| - Bryan Cranston als Walter White – Breaking Bad - Jeff Daniels als Will McAvoy – The Newsroom - Jon Hamm als Don Draper – Mad Men - Woody Harrelson als Martin Hart – True Detective - Matthew McConaughey als Rust Cohle – True Detective - Kevin Spacey als Francis Underwood – House of Cards            | - Julianna Margulies als Alicia Florrick in The Good Wife - Lizzy Caplan als Virginia Johnson – Masters of Sex - Claire Danes als Carrie Mathison – Homeland - Michelle Dockery als Mary Crawley – Downton Abbey - Kerry Washington als Olivia Pope – Scandal - Robin Wright als Claire Underwood – House of Cards                                                         |
| Mannelijke hoofdrol in een komedieserie (Outstanding Lead Actor in a Comedy Series) | Vrouwelijke hoofdrol in een komedieserie (Outstanding Lead Actress in a Comedy Series) |
| - Jim Parsons als Sheldon Cooper – The Big Bang Theory - Louis C.K. als Louie – Louie - Don Cheadle als Marty Kaan – House of Lies - Ricky Gervais als Derek – Derek - Matt LeBlanc als Matt LeBlanc – Episodes - William H. Macy als Frank Gallagher – Shameless                                            | - Julia Louis-Dreyfus als Selina Meyer – Veep - Lena Dunham als Hannah Horvath – Girls - Edie Falco als Jackie Peyton – Nurse Jackie - Melissa McCarthy als Molly Flynn – Mike & Molly - Amy Poehler als Leslie Knope – Parks and Recreation - Taylor Schilling als Piper Chapman – Orange Is the New Black                                                                |
| Mannelijke hoofdrol in een miniserie of televisiefilm (Outstanding Lead Actor in a Miniseries or a Movie) | Vrouwelijke hoofdrol in een miniserie of televisiefilm (Outstanding Lead Actress in a Miniseries or a Movie) |
| - Benedict Cumberbatch als Sherlock Holmes – Sherlock: His Last Vow - Chiwetel Ejiofor als Louis Lester – Dancing on the Edge - Idris Elba als John Luther – Luther - Martin Freeman als Lester Nygaard – Fargo - Mark Ruffalo als Ned Weeks – The Normal Heart - Billy Bob Thornton als Lorne Malvo – Fargo | - Jessica Lange als Fiona Goode – American Horror Story: Coven - Helena Bonham Carter als Elizabeth Taylor – Burton & Taylor - Minnie Driver als Maggie Royal – Return to Zero - Sarah Paulson als Cordelia Goode Foxx – American Horror Story: Coven - Cicely Tyson als Carrie Watts – The Trip to Bountiful - Kristen Wiig als Cynthia Morehouse – The Spoils of Babylon |

#### Bijrollen
| Mannelijke bijrol in een dramaserie (Outstanding Supporting Actor in a Drama Series) | Vrouwelijke bijrol in een dramaserie (Outstanding Supporting Actress in a Drama Series) |
| --- | --- |
| - Aaron Paul als Jesse Pinkman – Breaking Bad - Jim Carter als Mr. Carson – Downton Abbey - Josh Charles als Will Gardner – The Good Wife - Peter Dinklage als Tyrion Lannister – Game of Thrones - Mandy Patinkin als Saul Berenson – Homeland - Jon Voight als Mickey Donovan in Ray Donovan             | - Anna Gunn als Skyler White – Breaking Bad - Christine Baranski als Diane Lockhart – The Good Wife - Joanne Froggatt als Anna Bates – Downton Abbey - Lena Headey als Cersei Lannister – Game of Thrones - Christina Hendricks als Joan Harris – Mad Men - Maggie Smith als Violet Crawley – Downton Abbey                                                      |
| Mannelijke bijrol in een komedieserie (Outstanding Supporting Actor in a Comedy Series) | Vrouwelijke bijrol in een komedieserie (Outstanding Supporting Actress in a Comedy Series) |
| - Ty Burrell als Phil Dunphy – Modern Family - Fred Armisen als diverse personages – Portlandia - Andre Braugher als Ray Holt – Brooklyn Nine-Nine - Adam Driver als Adam Sackler – Girls - Jesse Tyler Ferguson als Mitchell Pritchett – Modern Family - Tony Hale als Gary Walsh – Veep                  | - Allison Janney als Bonnie – Mom - Mayim Bialik als Amy Farrah Fowler – The Big Bang Theory - Julie Bowen als Claire Dunphy – Modern Family - Anna Chlumsky als Amy Brookheimer – Veep - Kate McKinnon als diverse personages – Saturday Night Live - Kate Mulgrew als Galina "Red" Reznikov – Orange Is the New Black                                          |
| Mannelijke bijrol in een miniserie of televisiefilm (Outstanding Supporting Actor in a Miniseries or a Movie) | Vrouwelijke bijrol in een miniserie of televisiefilm (Outstanding Supporting Actress in a Miniseries or a Movie) |
| - Martin Freeman als John Watson – Sherlock: His Last Vow - Matt Bomer als Felix Turner – The Normal Heart - Colin Hanks als Gus Grimly – Fargo - Joe Mantello als Mickey Marcus – The Normal Heart - Alfred Molina als Ben Weeks – The Normal Heart - Jim Parsons als Tommy Boatwright – The Normal Heart | - Kathy Bates als Delphine LaLaurie – American Horror Story: Coven - Angela Bassett als Marie Laveau – American Horror Story: Coven - Ellen Burstyn als Olivia Foxworth – Flowers in the Attic - Frances Conroy als Myrtle Snow – American Horror Story: Coven - Julia Roberts als Emma Brookner – The Normal Heart - Allison Tolman als Molly Solverson – Fargo |

### Regie
| Regie van een dramaserie (Outstanding Directing for a Drama Series) | Regie van een komedieserie (Outstanding Directing for a Comedy Series) |
| --- | --- |
| - True Detective (Aflevering: "Who Goes There") – Cary Joji Fukunaga - Boardwalk Empire (Aflevering: "Farewell Daddy Blues") – Tim Van Patten - Breaking Bad (Aflevering: "Felina") – Vince Gilligan - Downton Abbey (Aflevering: "Episode 1") – David Evans - Game of Thrones (Aflevering: "The Watchers on the Wall") – Neil Marshall - House of Cards (Aflevering: "Chapter 14") – Carl Franklin | - Modern Family (Aflevering: "Las Vegas") – Gail Mancuso - Episodes (Aflevering: "Episode 309") – Iain B. MacDonald - Glee (Aflevering: "100") – Paris Barclay - Louie (Aflevering: "Elevator, Part 6") – Louis C.K. - Orange Is the New Black (Aflevering: "Lesbian Request Denied") – Jodie Foster - Silicon Valley (Aflevering: "Minimum Viable Product") – Mike Judge |
| Regie van een miniserie, televisiefilm of "dramatic special" (Outstanding Directing for a Miniseries, Movie, or a Dramatic Special) | Regie van een "variété special" (Outstanding Directing for a Variety Special) |
| - Fargo (Aflevering: "Buridan's Ass") – Colin Bucksey - American Horror Story: Coven (Aflevering: "Bitchcraft") – Alfonso Gomez-Rejon - Fargo (Aflevering: "The Crocodile's Dilemma") – Adam Bernstein - Muhammad Ali's Greatest Fight – Stephen Frears - The Normal Heart – Ryan Murphy - Sherlock: His Last Vow – Nick Hurran                                                                     | - 67th Tony Awards – Glenn Weiss - 86th Academy Awards – Hamish Hamilton - The Beatles: The Night That Changed America – Gregg Gelfand - Kennedy Center Honors – Louis J. Horvitz - Six by Sondheim – James Lapine - The Sound of Music Live! – Beth McCarthy-Miller en Rob Ashford                                                                                       |

### Scenario
| Scenario voor een dramaserie (Outstanding Writing for a Drama Series) | Scenario voor een komedieserie (Outstanding Writing for a Comedy Series) |
| --- | --- |
| - Breaking Bad (Aflevering: "Ozymandias") – Moira Walley-Beckett - Breaking Bad (Aflevering: "Felina") – Vince Gilligan - Game of Thrones (Aflevering: "The Children") – David Benioff en D.B. Weiss - House of Cards (Aflevering: "Chapter 14") – Beau Willimon - True Detective (Aflevering: "The Secret Fate of All Life") – Nic Pizzolatto | - Louie (Aflevering: "So Did the Fat Lady") – Louis C.K. - Episodes (Aflevering: "Episode 305") – David Crane en Jeffrey Klarik - Orange Is the New Black (Aflevering: "I Wasn't Ready") – Liz Friedman en Jenji Kohan - Silicon Valley (Aflevering: "Optimal Tip-to-Tip Efficiency") – Alec Berg - Veep (Aflevering: "Special Relationship") – Simon Blackwell, Tony Roche en Armando Iannucci |
| Scenario voor een miniserie, televisiefilm of "dramatic special" (Outstanding Writing for a Miniseries, Movie, or a Dramatic Special) | Scenario voor een "variété special" (Outstanding Writing for a Variety Special) |
| - Sherlock: His Last Vow – Steven Moffat - American Horror Story: Coven (Aflevering: "Bitchcraft") – Ryan Murphy en Brad Falchuk - Fargo (Aflevering: "The Crocodile's Dilemma") – Noah Hawley - Luther – Neil Cross - The Normal Heart – Larry Kramer - Treme (Aflevering: "...To Miss New Orleans") – David Simon en Eric Overmyer           | - Sarah Silverman: We Are Miracles – Sarah Silverman - 67th Tony Awards – Dave Boone en Paul Greenberg - 700 Sundays – Billy Crystal en Alan Zweibel - 71st Golden Globe Awards - The Beatles: The Night That Changed America – Kenneth Ehrlich en David Wild |